# 国家和平与发展委员会
国家和平与发展委员会（緬甸語：နိုင်ငံတော်အေးချမ်းသာယာရေးနှင့်ဖွံ့ဖြိုးရေးကောင်စီ），原名国家恢复法律和秩序委员会，曾是缅甸軍政府的最高权力机构。成立於1988年9月18日，取代失勢的緬甸社會主義綱領黨，由緬甸國防軍總司令蘇貌擔任主席，1992年由時任副主席丹瑞繼任主席，1997年11月15日改組為国家和平与发展委员会，2011年3月30日正式解散。

## 歷史
委員會由11名高級軍官组成，成員主要是軍人，為緬甸軍政府的最高權力機構。
2011年3月30日，軍政府解散，由其原成員登盛組織的文官政府取代。
2021年緬甸政變，敏昂萊大將重新組織軍政府，由國家領導委員會執政。

## 领袖
- 主席——丹瑞（Than Shwe）大将，軍政府最高領導人
- 副主席——貌埃（Maung Aye）副大将（二级大将）
- 第一秘书长——丁昂敏烏（Tin Aung Myint Oo）中将

## 成员
- 丁昂敏烏（Tin Aung Myint Oo）中将
- 瑞曼（Shwe Mann）上将
- 登盛（Thein Sein）中将，2011年當選為緬甸總統
- 觉温（Kyaw Win）中将
- 丁埃（Tin Aye）中将
- 耶敏（Ye Myint）中将
- 昂希（Aung Htwe）中将
- 钦貌丹（Khin Maung Than）中将
- 貌波（Maung Bo）中将

## 外部連結
- Official Page of SPDC（页面存档备份，存于）
- Another Official Page of SPDC
- Members of State Peace and Development Council (SPDC)